# Bachčisarajská fontána (Puškin)

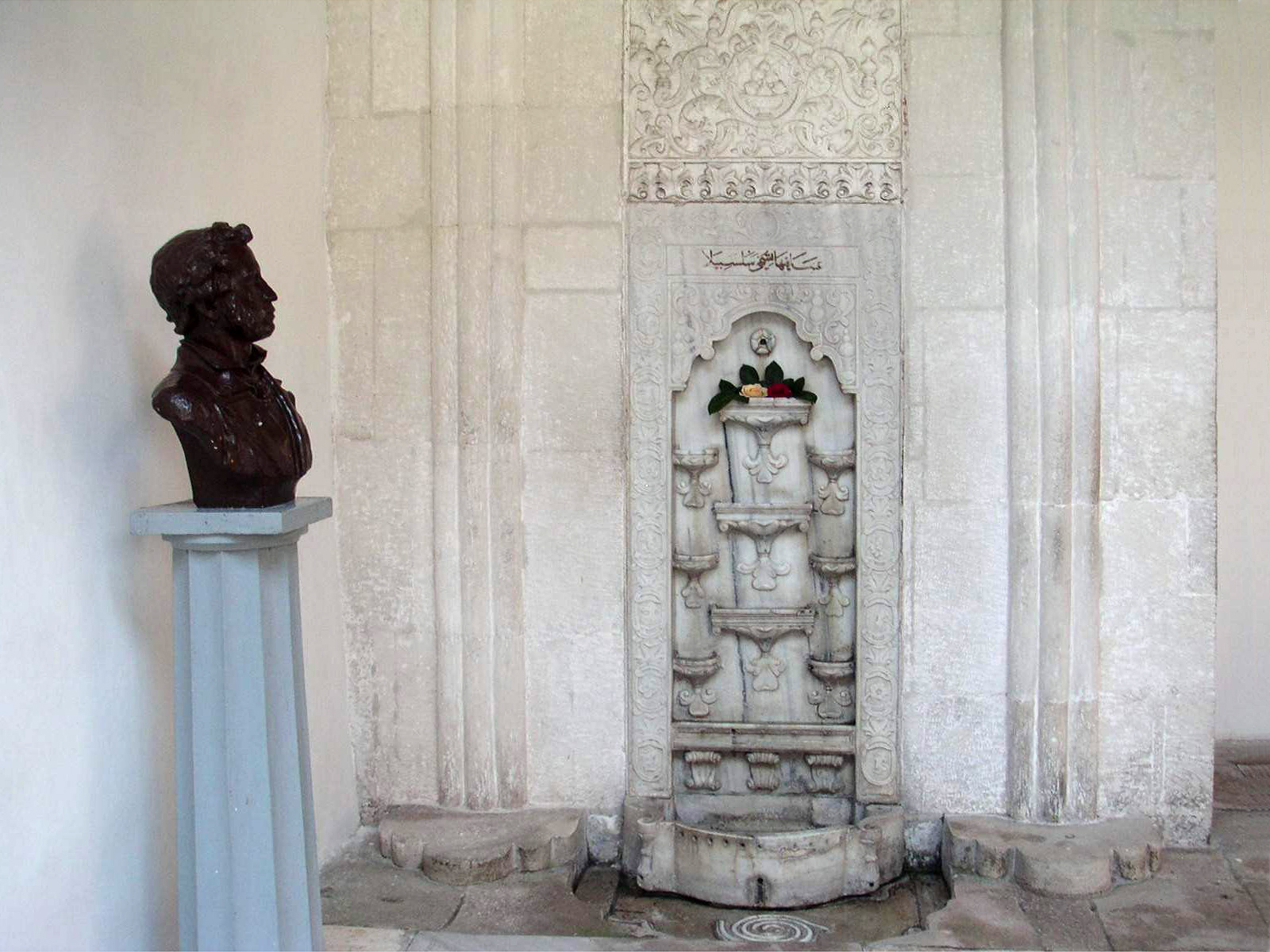
Skutečná Fontána slz v Chánském paláci v Bachčisaraji. Nalevo Puškinova busta.

Bachčisarajská fontána (1823, Бахчисарайский фонтан) je poema ruského romantického básníka, prozaika a dramatika Alexandra Sergejeviče Puškina (1799 – 1837). Autor v poemě zpracoval příběh nenaplněné lásky krymského chána Gireje, který nechal na počest své zavražděné milenky postavit ve městě Bachčisaraj tzv. Fontánu slz.

## Obsah poemy
Poema je dramatem lásky, nenávisti a lidské bolesti a popisuje střet dvou světů - polské šlechtické společnosti a krymských Tatarů v čele s chánem Girejem. Ten přepadne šlechtické sídlo knížete Potockého a unese jeho dceru Marii. Je její krásou nečekaně a do hloubky srdce zasažen a vezme ji do svého harému. Stávající chánovy ženy se velmi těžko vyrovnávají s jeho náhlým nezájmem. Především Gruzínka Zarema Marii vyhrožuje, že ji probodne kinžalem, pokud jí vezme lásku chána. Jednoho dne je Marie nalezena mrtva a Zarema je popravena. Chán Girej pak nechá na počest Marie postavit fontánu, u které pak dnem i nocí truchlí sám ve svém nekonečném žalu.

## Adaptace

### Hudba
Podle poemy složil roku 1934 ruský skladatel Boris Asafjev stejnojmenný balet.

### Film
- Bachčisarajská fontána (1909, Бахчисарайский фонтан), Rusko, režie Jakov Protazanov, němý film.

## Česká vydání
- Bachčiserajský Fontán, Bedřich Rohlíček, Praha 1854, přeložil Václav Čeněk Bendl-Stránický,
- Bachčisarajská fontána, Praha 1865, překlad Josef Kolář
- Básně rozpravné, Tisk a sklad Václava Vetterla, Písek 1859, přeložil Václav Čeněk Bendl-Stránický, svazek obsahuje mimo jiné i Bachčiserajský Fontán,
- Některé básně rozpravné, Jan Otto, Praha 1895, přeložila Eliška Krásnohorská, svazek obsahuje mimo jiné i Bachčisarajskou fontánu,
- Výbor z díla III. – Lyrika, pohádky, poemy, Svoboda, Praha 1950, svazek obsahuje mimo jiné i Bachčisarajskou fontánu v překladu Zdenky Bergrové (zde pod jménem Zdena Vovsová),
- Pohádky a poemy, SNKLHU, Praha 1954, svazek obsahuje mimo jiné i Bachčisarajskou fontánu v překladu Zdenky Bergrové.